# Iulia Sotnikova
Iulia Vladimirovna Sotnikova (în rusă Юлия Владимировна Сотникова, n. 18 noiembrie 1970, Gorki, RSFS Rusă, URSS) este o fostă atletă rusă, medaliata cu bronz la Jocurile Olimpice din 2000 la ștafeta 4x400 metri. Este maestru onorat al sportului din Rusia și cetățean de onoare al regiunii Nijni Novgorod. În prezent este vicepreședinte al Federației de Atletism din regiunea Nijni Novgorod.

## Carieră
În anul 1995 a participat la Campionatul Mondial. La proba de 400 metri a ocupat locul 12 în semifinale și nu a trecut mai departe. La ștafeta 4x400 metri, împreună cu Tatiana Cebîkina, Svetlana Goncearenko și Elena Andreeva, a devenit medaliată cu argint, pierzând în fața echipei din SUA.
În anul 2000, la Campionatul Europei în sală, a câștigat medalia de aur la ștafetă, stabilind recordul competiției, iar la Olimpiadă, împreună cu Svetlana Goncearenko, Olga Kotlearova și Irina Privalova a câștigat medalia de bronz, pierzând în fața echipei din SUA și Jamaica. Pentru această medalie, guvernatorul regiunii Nijni Novgorod, Ivan Sklyarov, le-a oferit cadou câte o mașină Jiguli lui Iulia și antrenorului său Leonid Kuznețov. La Campionatul Mondial în sală din anul 2001, împreună cu Iulia Nosova, Olesia Zâkina și Olga Kotlearova, a câștigat aurul la ștafetă, stabilind cel mai bun rezultat al sezonului din lume.

## Viața personală
A absolvit Universitatea Pedagogică din Kazan. Locuiește în Nijni Novgorod. Are un fiu, Alexandru.

## Realizări
| An   | Competiție                   | Locație                   | Loc | Eveniment | Note    |
| ---- | ---------------------------- | ------------------------- | --- | --------- | ------- |
| 1995 | Campionatul Mondial          | Göteborg, Suedia          | 12  | 400 m     | 51,41   |
| 1995 | Campionatul Mondial          | Göteborg, Suedia          | 2   | 4×400 m   | 3:23,98 |
| 1995 | Universiada                  | Fukuoka, Japonia          | 1   | 4×400 m   | 3:28,32 |
| 1996 | Cupa Europei                 | Madrid, Spania            | 3   | 4×400 m   | 3:28,54 |
| 2000 | Campionatul European în sală | Gent, Belgia              | 1   | 4×400 m   | 3:32,53 |
| 2000 | Cupa Europei                 | Gateshead, Marea Britanie | 1   | 4×400 m   | 3:25,50 |
| 2000 | Jocurile Olimpice            | Sydney, Australia         | 3   | 4×400 m   | 3:23,46 |
| 2001 | Campionatul Mondial în sală  | Lisbona, Portugalia       | 1   | 4×400 m   | 3:30,00 |

## Legături externe
- en Iulia Sotnikova la World Athletics
- en Iulia Sotnikova la Olympedia.org